# Стивенс (остров, Новая Зеландия)
Стивенс (англ. Stephens Island; Такапоурева, маори Takapourewa) — остров в Новой Зеландии. Административно входит в состав региона Марлборо.

## География

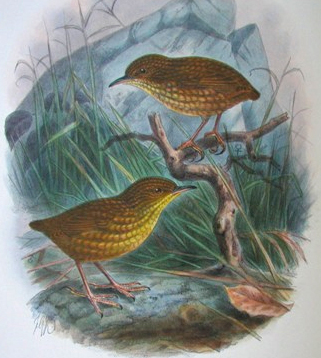
Новозеландский крапивник острова Стивенс

Остров Стивенс расположен в Тасмановом море, в непосредственной близости от северо-восточного мыса острова Д’Юрвиль, который, в свою очередь, находится недалеко от острова Южный. Площадь Стивенса составляет всего 1,5 км², а высшая точка достигает 283 м. На западном побережье острова имеются крутые скалы. Реки отсутствуют.
До середины XIX века остров был покрыт густым лесом, который был уничтожен на 80 % с появлением на Стивенсе в 1894 году маяка и фермы. В настоящее время Стивенс покрыт мелколесьем, кустарниковыми пустошами, низкотравьем, в которых произрастает 222 вида растений, две трети из которых являются коренными. В 1989 году остров был передан под контроль Департамента защиты окружающей среды Новой Зеландии.
Стивенс, по большей части, известен благодаря тому, что в прошлом на нём обитал редкий вид новозеландского крапивника, который к тому времени считался единственной в мире нелетающей певчей птицей. Согласно местной легенде, этот вид был полностью уничтожен в 1894 году (согласно другим данным, в 1895 году) единственным живым существом — кошкой смотрителя маяка, известной под кличкой Тибблс (англ. Tibbles).
В настоящее время на острове Стивенс имеется большое разнообразие ящериц, в том числе самая большая в Новой Зеландии популяция гаттерии. Кроме того, на острове обитает очень редкий вид лягушки, лиопельма Гамильтона (лат. Leiopelma hamiltoni)).
Климат на острове океанический, с сильными ветрами, средним количеством осадков и умеренными температурами.

## История
Стивенс был открыт в 1642 году голландским путешественником Абелем Тасманом. Современное название острова было дано британским путешественником Джеймсом Куком, который обогнул остров в марте 1770 года.